# Desigual
Desigual est une entreprise espagnole de confection et de distribution de vêtements de prêt-à-porter. Son siège est à Barcelone, en Catalogne, Espagne. Elle a été créée en 1984 par Thomas Meyer. L’entreprise est présente dans 109 pays, avec différents canaux de distribution et plusieurs partenaires. La société collabore avec des designers et des artistes espagnols et du monde entier pour la création de ses collections et le lancement de ses campagnes.

## Histoire
- 1983 : Thomas Meyer conçoit une veste fabriquée à partir de vieux stocks de jeans mêlant des empiècements en patchwork. Cette veste sera par la suite connue comme la « veste iconic »[3].
- 1984 : La marque « Desigual » naît en 1984. La réalisatrice espagnole Isabel Coixet est à l’origine de cette idée[4].
- 1986 : L’entreprise ouvre sa première boutique dans le port d’Ibiza et y inclus son premier logo — une illustration graphique d’un homme et d’une femme nus se tenant par la main — dessiné par Peret[5].
- 1993 : L'entreprise voit ses ventes augmenter en Espagne et commence à exporter vers la France et le Portugal.
- 1998 : Desigual lance son site web, initiant ainsi la commercialisation numérique de ses produits.
- 2006 : L'entreprise commence son expansion internationale en Europe, en Asie et en Amérique avec l'ouverture de magasins à Singapour, Londres (2007) et New York (2009).
- 2010 : Son voyage en Amérique latine commence avec son premier magasin en Colombie. Il sera suivi par le Mexique et le Chili.
- 2011 : Desigual commence à collaborer avec le designer français Christian Lacroix[6],[7].
- 2012 : La société inaugure officiellement son siège dans le quartier de La Barceloneta à Barcelone, un bâtiment en verre imaginé par Ricardo Bofill[8]. Desigual rejoint l’organisation The Textile Exchange.
- 2015 : La compagnie inaugure son centre logistique à Viladecans[9].
- 2017 : Desigual présente pour la première fois sa collection printemps-été à la Fashion Week de New York.
- 2019 : La société redéfinit son produit[10], en incluant de nouveaux matériaux, motifs et dessins, cherchant à élargir son public et à intégrer de nouvelles générations[11]. Dans le cadre de ce renouvellement, Desigual a lancé sa nouvelle image de marque en juin 2019, y compris un nouveau logo, et l'a mise en œuvre dans plusieurs magasins de différents pays. La société a rejoint Amfori.
- 2020: L'entreprise lance le plan de développement durable et de RSE 2020-2023 et rejoint la Sustainable Apparel Coalition, the Better Cotton Initiative, The Fashion Pact et Sedex. Desigual lance une capsule exclusive de María Escoté[12]
- 2021: Desigual a introduit la semaine de travail de 4 jours après un vote dans lequel 86% ont soutenu la mesure[13]. La société a créé Awesome Lab, un accélérateur de startups destiné à promouvoir le développement de solutions technologiques dans le secteur de la mode[14].
- 2022: L'entreprise rejoint la Roadmap to Zero de ZDHC[15]. Awesome Lab a poursuivi son travail dans une deuxième édition.

## Résultats
L'entreprise, fondée en 1984, commence son expansion internationale en 2000, avec un développement positif depuis 2009. En 2014, le fonds d’investissement Eurazeo rejoint les actionnaires de Desigual. À partir de là, la marque connaît une légère décroissance et l’entreprise met en marche un plan de transformation à cinq ans. Ce plan comprend une modification du design des vêtements, un repositionnement de la marque et une réorganisation du réseau commercial. La société perd plus de 7 points pour l'année 2016. Malgré cela, elle poursuit son plan de transformation les années suivantes. En 2018, Thomas Meyer rachète les parts d’Eurazeo. En 2019, la société lance sa nouvelle image, rénove son produit et mène à bien son plan de transformation. Desigual double son bénéfice net et ses ventes via le canal en ligne augmente de 7 %. Parallèlement, la facturation diminue de 10 %, avec un résultat de 589 000 000 €. En 2020, dans le contexte de la pandémie de Covid-19 et de ses restrictions subséquentes, le chiffre d'affaires a diminué à 360 000 000 €. En 2021, le chiffre d'affaires a légèrement augmenté pour atteindre 371 000 000 €.
Données en millions d'euros
| Années             | 2009 | 2010 | 2011 | 2012 | 2013 | 2014  | 2015 | 2016  | 2017 | 2018  | 2019 | 2020 | 2021 |
| ------------------ | ---- | ---- | ---- | ---- | ---- | ----- | ---- | ----- | ---- | ----- | ---- | ---- | ---- |
| Chiffre d'affaires | 250  | 440  | 560  | 700  | 818  | 963.5 | 933  | 860,5 | 761  | 654,6 | 589  | 360  | 371  |

## Développement
L'entreprise compte 393 boutiques monomarques et est présente dans 109 pays. L’entreprise emploie plus de 2 600 personnes, dont 547 au siège social dans le quartier de La Barceloneta, à Barcelone. En France, la société possède 38 magasins et 207 employés.
Manel Adell a occupé le poste de directeur exécutif de 2002 à 2013. Alberto Ojinaga en est le directeur général depuis 2016.
Chaque année, Desigual lance deux collections : printemps-été et automne-hiver. L’entreprise dispose de dix canaux de vente, physiques et en ligne, et la distribution est centralisée dans des centres logistiques situés à Viladecans, Gavà, New Jersey (États-Unis) et Hong Kong.
L'entreprise développe un modèle omnicanal pour être proche des consommateurs. La consolidation de ce modèle économique a impliqué l'optimisation du réseau de distribution, en stimulant la numérisation de l'entreprise en renforçant le canal en ligne et en transformant les autres canals, ainsi qu'un renouvellement de l'expérience d'achat. Il s'agit également d'un modèle de gestion basé sur des besoins locaux spécifiques.
En 2021, Desigual a introduit la semaine de quatre jours qui permettait de travailler trois jours au bureau et un jour à la maison. L'initiative a été approuvée par 86 % des voix, après avoir été présentée au siège de l'entreprise à un groupe d'environ 500 employés. La semaine de travail a été appliquée à partir du 8 octobre et c'était la première fois que ce type de mesure était appliqué en Espagne par une marque de mode internationale,.

## Communication et image de marque
Quelques-unes des collections lancées : « Real Life », « Magic Stories », « Luxury Feelings », « Me&You », « Better&Better », « Wow », « All Together », « Handmade », « Rainbow », « El Love », « La Difference », « El Now », « We are Animals » et « La vida es Chula ».
La griffe communique via des événements de street marketing: « Seminaked » lancé en Espagne et au Portugal (2010), puis à Londres, Berlin, Stockholm, Prague, New York et Lyon « Kiss Tour » (2010) développés dans les grandes villes européennes (Madrid, Berlin, Paris, Londres). Une autre campagne différente mettait en scène le vedette Winnie Harlow, un mannequin canadien atteint de vitiligo (collection printemps-été 2014). Dans sa communication, la marque mise également sur la créativité artistique : la campagne AW16 avec Valentine Bouquet (2016); collection « Exotic Jeans AW17 » (2017) avec la danseuse coréenne Lia Kim; Événement artistique international Art Basel Miami Beach (2019) par l’artiste espagnole Carlota Guerrero (collection printemps-été 2020).
En 2019, l'entreprise lance sa nouvelle image de marque avec un nouveau logo et une refonte des produits. Cela impose un réaménagement de ses boutiques stratégiques en Europe, en Amérique et en Asie. Un exemple de ces changements se trouve dans la boutique du quartier Harajuku de Tokyo. Cette boutique a utilisé l’un de ses étages pour offrir aux clients la possibilité de personnaliser les vêtements et de participer à des ateliers animés par des artistes.
En 2020, la marque a continué à déployer son image renouvelée et un nouveau concept pour les boutiques physiques inspiré des galeries d'art : des espaces ouverts avec moins de vêtements et de portants suspendus, le vêtement étant le principal objet qui a un impact sur le consommateur. Ce nouveau concept s'étend aux magasins phares sur tous les marchés .
La campagne automne-hiver 2022 a été conçue et réalisée en noir et blanc par le photographe Mario Sorrenti et le mannequin Grace Elizabeth, qui a déjà défilé pour Victoria's Secret, Chanel et Fendi. L'image de la campagne automne-hiver 2022 est Nathy Peluso, la chanteuse et compositrice argentine, également connue pour son image radicale, qui incarne les valeurs de la marque.

## Collections
À chaque saison, la marque lance une collection basée sur un thème différent et dans lequel collaborent divers artistes et créateurs. La collection 2004 présentait des T-shirts inspirés des dessins des filles de Thomas Meyer.
Depuis 2011, il existe une ligne dessinée par le couturier français Christian Lacroix intitulée « Desigual by Lacroix »,. La collection « Desigual inspiré par le Cirque du Soleil » en 2011, et en 2018 avec Jean-Paul Goude lors de la New York Fashion Week.
En 2018, l'entreprise collabore avec diverses célébrités, artistes et entreprises et lance des collections capsules présentant de nouveaux matériaux, des campagnes de promotion de la diversité et des projets artistiques. Parmi les artistes figuraient Miranda Makaroff et Okuda San Miguel, la designeuse María Escoté, les acteurs Jordi Mollá et Najwa Nimri, ainsi qu’Ecoalf, Victoria et Sonar Barcelona.
Desigual collabore aussi avec Disney (2021) dans une collection inspirée de l’emblématique veste en denim, créée par Thomas Meyer dans les années 1980 à partir de chutes de jean avec des ornements en cuir de différentes couleurs.
En 2022, Desigual a continué à collaborer avec des designers et des marques du monde entier. La société a lancé une capsule d'été avec Smiley pour célébrer le 50e anniversaire de la marque et a collaboré avec le designer français Alphonse Maitrepierre avec une collection qui ont été présentées à la Fashion Week de Paris,.

## Production durable
Les vêtements sont principalement fabriqués en Asie (73 % de la production), notamment dans des pays comme la Chine et l’Inde. Certains sont également fabriqués en Europe et au Moyen-Orient (27 % de la production). En 2020, l’entreprise rend publique la liste des ateliers de confection travaillant activement pour elle dans le monde entier (fournisseurs de niveau 1).
Pour garantir le respect du code de conduite de l'entreprise pour les fournisseurs (y compris les réglementations sur le respect de la loi, des droits de l'homme, des droits des employés, ainsi que des conditions de travail, d'environnement, de qualité et de sécurité), Desigual effectue des audits qui sont réalisés par une entité tierce indépendante conformément aux normes internationales BSCI et SMETA.
L’entreprise a introduit des fibres durables et lancé des collections proposant des vêtements fabriqués à partir de fibres biologiques et recyclées, comme la collection « Love the World » sortie en janvier 2021.
En 2020, la marque a rationalisé son plan de durabilité et de responsabilité sociale des entreprises (RSE). Avec le déploiement de ce plan, 55 % des vêtements de Desigual sont désormais durables, un pourcentage qui passera à 70 % pour la collection printemps-été 2023. L'entreprise a également introduit un nouveau modèle d'écolabellisation qui évalue les vêtements en fonction de la quantité de matériaux recyclés ou organiques qu'ils contiennent lorsqu'ils quittent l'usine.
En 2022, l'entreprise a annoncé son objectif de réduire ses émissions absolues de GES (gaz à effet de serre) de 65 % en 2026, par rapport à ses taux de 2019. Cette initiative s'inscrit dans l'objectif plus ambitieux de l'entreprise d'atteindre la neutralité carbone d'ici 2050. En ce qui concerne la gestion des déchets, en 2021, Desigual a récupéré 97 % des déchets générés dans ses bâtiments et magasins en Espagne et a supprimé le plastique à usage unique du processus d'emballage.
La société a également rejoint le projet Roadmap to Zero de ZDHC (Zero Discharge of Hazardous Chemicals) afin de garantir les meilleures pratiques chimiques tout au long de la chaîne de valeur, se rapprochant ainsi de l'objectif de zéro rejet.

## Numérisation
Le plan de transformation adopté en 2015 a requis plus de 80 millions d’euros d’investissement dans les processus logistiques l’informatique, l’innovation et le réseau de distribution. La technologie RFID a été implantée dans toutes les boutiques Desigual, ce qui permet de gérer l’inventaire avec précision et en temps réel, tout en instituant une traçabilité des stocks depuis la source. Dans les points de vente physiques, l’entreprise utilise le service « Ask Me », qui permet d’effectuer de multiples transactions, depuis les échanges ou les retours jusqu’à la réalisation d’achats. Le service « Ship From Store » a également été lancé, un système qui permet de préparer les colis dans la boutique la plus proche du lieu de livraison.
Quant au canal en ligne, l’entreprise dispose de son propre site web et vend ses produits par l’intermédiaire de vendeurs numériques au détail et de ventes flash. Créé en 1998, le site desigual.com a été remodelé fin 2019 pour l’aligner sur la nouvelle image de la marque, avec des avancées au niveau de la personnalisation, de l’extensibilité et de la localisation.
Disponible sur plus de 150 marchés, la boutique en ligne s'appuie sur les technologies de commerce électronique transfrontalier de Global-e, partenaire logistique et technologique. Elle intègre également un système de recommandations basé sur l'intelligence artificielle et propose aux utilisateurs des modes de paiement spécifiques à chaque pays. La pandémie de COVID-19 a entraîné un changement des habitudes de consommation et d'achat qui a dopé les canaux numériques. Depuis mai 2020, les ventes en ligne sur desigual.com ont enregistré une croissance moyenne de 50 %, avec des pics allant jusqu'à 70 %.[réf. nécessaire]

## Innovation
En 2021, Desigual a créé Awesome Lab, un accélérateur de startups pour stimuler l'innovation technologique dans le secteur de la mode et apporter des solutions aux principaux défis du secteur. Il s'agissait d'une initiative pionnière dans le secteur de la mode en Espagne.
Dans son premier appel, il a été développé avec la plateforme d'innovation ouverte Plug and Play. Sept entreprises ont été choisies parmi plus de 150 : Vestico, Syrup Tech, Swearit, Personify XP, Resortecs, Exonode et SXD, avec des idées autour de la blockchain, de l'intelligence artificielle, des nouveaux matériaux et de l'apprentissage automatique. Le deuxième appel, en 2022, est mené avec Wayra, le hub d'innovation ouverte de Telefónica.

## Réseau commercial
Desigual possède des boutiques et des points de vente dans 109 pays : avec de récentes ouvertures de boutiques en Asie (Japon, Inde, Chine), en Afrique du Sud; en Amérique latine (Colombie, Pérou, Mexique, Guatemala, Équateur); en Europe (Italie); et le lancement de sa boutique en ligne à Hong Kong, en Russie et en Turquie, entre autres marchés, plus précisément en Albanie, Algérie, Andorre, Antigua-et-Barbuda, Arménie, Aruba, Australie, Autriche, Azerbaïdjan, Bahreïn, Belgique, Biélorussie, Bosnie-Herzégovine, Bermudes, Brésil, Brunei, Bulgarie, Canada, Chine, Colombie, Costa Rica, Chili, Croatie, Chypre, Curaçao, République tchèque, Equateur, Estonie, El Salvador, Danemark, Egypte, fédération de Russie, Emirats Arabes Unis, Finlande, France, Allemagne, Mexique, Géorgie, Gibraltar, Grèce, Guadeloupe, Honduras, Hong Kong, Hongrie, Inde, Indonésie, îles Caïmans, Israël, Irlande, Italie, Japon, Jersey, Jordanie, Kazakhstan, Koweït, Lettonie, Liban, Lituanie, Luxembourg, Macao, Macédoine, Malaisie, Malte, Maroc, Monténégro, Myanmar, Nouvelle-Zélande, Oman, Panama, Pays-Bas, Paraguay, Philippines, Pologne, Corée du Sud, Portugal, Porto Rico, Qatar, République dominicaine, Roumanie, Arabie saoudite, Singapour, Cuba, Espagne, Serbie, Sri Lanka, Afrique du Sud, Suisse, Suède, Taiwan, Trinité-et-Tobago, Tunisie, Turquie, Uruguay, Ukraine, Royaume-Uni, États-Unis, Pérou, Venezuela, et Vietnam.